# Сорока Галина Олексіївна
Гали́на Олексі́ївна Соро́ка (нар. 10 вересня 1948 в місті Костянтинівка Сталінської, нині Донецької області) — музейниця, журналістка, громадська діячка. Генеральний директор Національного музею літератури України (від 1998). Член НСЖУ з 2009 року. Нагороджена орденом княгині Ольги 3-го ступеня у 2001 році.
Дружина журналіста Михайла Сороки.

## Життєпис
Випускниця факультету журналістики Київського державного університету ім. Т. Г. Шевченка (1972).
Працювала в міськрайонній газеті «Нове життя» (м. Бровари, Київська область) з 1972 року. Від 1975 року — у Державному історичному музеї УРСР. Від 1986 року — завідувач науково-методичного відділу, з 1989 року — директор, з 1998 року — генеральний директор Національного музею літератури України.
Під її керівництвом створено експозицію, що висвітлює історію письменства на українських землях від 11 століття до сучасності, зібрано унікальну колекцію з 104 тисяч експонатів, серед яких стародруки, рукописні книги, прижиттєві видання творів відомих письменників, меморіальні речі, документи, твори образотворчого і декоративно-прикладного мистецтва.
Ініціювала проведення в музеї постійних літературних зустрічей, вручення творчих премій, презентацій книжкових і періодичних видань, вечорів за участі письменників, науковців, художників, майстрів мистецтв, а також заснування Клубу вихідного дня та Клубу шанувальників модерної літератури, лекторіїв, музичної вітальні, школи народознавства, Тижнів дитячої книги та інших заходів.
Співпрацює з літературно-мистецькими, науковими установами, видавництвами, культурними центрами та громадськими організаціями, керує реалізацією ряду проєктів з науковцями, включаючи програми з розвитку читання, «Музей без перешкод» для інклюзивних відвідувачів, «За духовне відродження України» для освітян та інші. Авторка книг та численних публікацій у періодиці з історії музеєзнавства в Україні.

## Громадська діяльність
Персональний член Міжнародної ради музеїв.

## Відзнаки
Орден княгині Ольги 3-го ступеня (2001).